# Список умерших в 1077 году
В этой статье представлен список известных людей, умерших в 1077 году.
См. также: Категория:Умершие в 1077 году

## Апрель
- 11 апреля — Аноратха (62) — правитель царства Паган.
- 25 апреля — Геза I — король Венгрии (1074—1077).

## Июнь
- 24 июня — Бернар II — граф Бигорра (с 1036/1038).

## Сентябрь
- 21 сентября — Абу-ль-Фадль Байхаки — персидский историк.

## Октябрь
- 14 октября — Андроник Дука — византийский государственный деятель.

## Декабрь
- 2 декабря — Мабель де Беллем — дама д’Алансон после 1060 года, дама де Беллем[fr] с 1071 года, дочь Гильома II Талваса, сеньора Алансона (возможно, была убита 2 декабря 1079 года).
- 10 декабря — Христодул[англ.] — патриарх Коптской православной церкви (1047—1077)
- 14 декабря — Агнеса де Пуатье — королева-консорт Германии, королева-консорт Италии и королева-консорт Бургундии (1043—1056), императрица-консорт Священной Римской империи (1046—1056), герцогиня-консорт Швабии (1043—1045), жена Генриха III, герцогиня Баварии (1055—1061), регент империи в 1055—1061 годах.

## Дата неизвестна или требует уточнения
- Авраамий Ростовский — святой преподобный Русской церкви.
- Али Худжвири[англ.] — персидский суфий и учёный, который значительно способствовал распространению ислама в Южной Азии
- Андроник Дука — сын византийского императора Константина X Дуки от Евдокии Макремволитиссы.
- Арнульф Миланский — итальянский хронист, клирик и правовед, первый городской летописец Милана, автор «Истории миланских архиепископов».
- Джеральд — кардинал-епископ Остии (1067—1077)
- Ландульф VI — последний князь Беневенто (1038—1050, 1056—1074)
- Майтрипа — буддийский учитель, один из основателей школы кагью
- Руссель де Байоль — норманнский авантюрист и военный наёмник в Византийской империи
- Чжан Цзай — китайский философ, один из основоположников неоконфуцианской школы ли сюэ («учение о принципе»).
- Шао Юн — китайский философ, основоположник нумерологического направления в неоконфуцианстве.
- Шурапала II[англ.] — император Пала (1075—1077)